# Вальк, Генрих Оскарович
Ге́нрих Оска́рович Вальк (31 мая 1918, Кимры, Тверская губерния — 30 марта 1998, Москва) — советский художник-карикатурист, иллюстратор, график, плакатист. Работал в журнале «Крокодил» с 1938 года. Иллюстратор детских открыток в 1940—1950 годы. Иллюстратор детской литературы 1950—1970-х годов. Член Союза художников СССР.

## Биография
Генрих Вальк родился в 1918 году в городе Кимры Тверской губернии, в семье Оскара Ивановича Валька (1892—?), впоследствии заместителя начальника Управления ВСЖД г. Иркутска, и Иды Иосифовны Вальк (1892—?), уроженки Проскурова, также работавшей на железной дороге.
С 1937 года рисует карикатуры для газеты «Гудок». В 1938 году его работы появляются на страницах журнала «Крокодил». Являлся помощником художественного редактора в журнале «Крокодил» (при Б. И. Пророкове и В. Я. Коновалове). Обладал педагогическими способностями — руководил кружком рабочих карикатуристов «Крокодила», где проводил занятия с молодыми художниками Е. Щегловым, Ю. Фёдоровым, Ю. Узбяковым, Г. Караваевой и другими.
Помимо работы в журнале, в 1940—1950-е годы создавал рисунки для детских открыток. Совместно с Л. И. Народицким исполнял сатирические и агитационные плакаты.
Мастерству карикатуры обучался в 1940-е годы у Н. Э. Радлова и Л. Г. Бродаты в Москве.
Начиная с 1945 года иллюстрирует множество детских книг, среди которых произведения Н. Н. Носова, А. Л. Барто, С. В. Михалкова, Л. И. Лагина, А. И. Мошковского и других. Часть из них выходили миллионными тиражами в СССР, выдержав несколько переизданий. К примеру, книга Н. Н. Носова «Витя Малеев в школе и дома» содержит 12 иллюстраций, «Незнайка на Луне» — около 217 иллюстраций (первые издания содержат также цветные вклейки). Работы Г. О. Валька преимущественно чёрно-белые, часть иллюстраций цветные.

Г. Вальк — мастер точного и острого рисунка. Его работы отличает, я бы сказал, высокая дисциплина — они сдержанны по цвету и лаконичны графически. Никаких излишеств — ни в раскраске, ни в штрихе. Благодаря хорошей композиции и разнообразному, выразительному типажу карикатуры Г. Валька хорошо смотрятся.— Из предисловия Ю. Ганфа к  сборнику карикатур Генриха Валька в серии «Мастера советской карикатуры», 1968 год.
Член Союза художников СССР. Участник выставок советского изобразительного искусства с 1941 года. Проживал в Москве, Угловой переулок, дом 2.
Умер 30 марта 1998 года, кремирован 1 апреля в Митино. Урна с прахом находится в закрытом колумбарии Донского кладбища в Москве.

## Семья
Жена — Ольга Натановна Вальк (1922—2005). Сын Андрей утонул во время купания в Балтийском море.

## Участие в выставках
- 1941 — Выставка карикатуры московских художников, Москва
- 1950 — Выставка живописи, скульптуры, политсатиры и графики, Москва
- 1952 — Выставка советской сатиры, Москва
- 1954 — Выставка работ художников сатиры, Москва
- 1955 — Передвижная выставка графики, города Эстонии
- 1955 — Передвижная выставка произведений советских художников, города РСФСР
- 1957 — Выставке к 1-му Всесоюзному съезду советских художников, Москва
- 1958 — Выставка «Плакат и сатира за 40 лет в произведениях московских художников», Москва
- 1959 — Всесоюзная выставка плаката, Киев
- 1962 — Выставка агитплаката, Москва
- 1963 — Всесоюзная выставка плаката, Москва
- 1963 — Выставка «Мне 40 лет. Выставка рисунков и карикатуры журнала „Крокодил“», Москва
- 1966 — Художественная выставка «К 25-летию разгрома немецко-фашистских войск под Москвой», Москва.

## Награды и премии
- Премия на конкурсе карикатур «Пресс-клише».